# Waccabuc (jezioro)
Jezioro Waccabuc – jezioro w Stanach Zjednoczonych, w stanie Nowy Jork, w hrabstwie Westchester. 
Jego powierzchnia wynosi 141 akrów (0,57 km2), lustro wody położone jest 144 m n.p.m. Wypływa z niego rzeka Waccabuc, jezioro jest również połączone kanałem z jeziorem Oscaleta. 